# Perfect Day (album Cascada)
Perfect Day è il secondo album del gruppo musicale eurodance tedesco Cascada, pubblicato il 12 dicembre 2007 dall'etichetta discografica Zooland.
In esso sono contenute molte cover, tra cui il primo singolo What Hurts the Most, originariamente di Mark Wills, Sk8er Boi di Avril Lavigne, Because the Night di Patti Smith e Just like a Pill di Pink (cantante).
I brani I Will Believe It ed Endless Summer erano state precedentemente incisi e pubblicati come singoli promozionali da Natalie Horler e DJ Manian sotto lo pseudonimo di Siria.

## Tracce
CD (Zeitgeist 06025 1754548 (UMG) / EAN 0602517545489)
1. What Hurts the Most – 3:39 (Steve Robson, Jeffrey Steele)
2. Runaway – 3:29 (Yanou, DJ Manian)
3. Who Do You Think You Are? – 3:22 (Yanou, DJ Manian)
4. Because the Night – 3:26 (Bruce Springsteen, Patti Smith)
5. I Will Believe It – 2:53 (Yanou, Tony Cornelissen, DJ Manian)
6. Perfect Day – 3:41 (Yanou, DJ Manian, Alan Eshuijs)
7. What Do You Want from Me? – 2:46 (Yanou, Tony Cornelissen, DJ Manian)
8. Sk8er Boi – 3:19 (Avril Lavigne, Lauren Christy, Graham Edwards, Alspach)
9. Could It Be You? – 3:43 (Yanou, DJ Manian)
10. He's All That – 3:05 (Yanou, DJ Manian)
11. Just like a Pill – 3:21 (Dallas Austin, Alecia Moore)
12. Endless Summer – 3:23 (Yanou, DJ Manian)
13. What Hurts The Most – 3:53 (Steve Robson, Jeffrey Steele) – (Yanou's Candlelight Mix)

Durata totale: 44:00
Tracce Bonus
1. Dream on Dreamer – 3:04 (Yanou, DJ Manian)
2. Faded – 2:49 (M. Gerrard, J. Origliasso, L. Origliasso, R. Nevil)
3. Holiday – 3:15 (J. Kask, P. Agren)

## Classifiche
| Classifica (2007) | Posizione raggiunta |
| ----------------- | ------------------- |
| Irlanda           | 6                   |
| Regno Unito       | 9                   |
| Austria           | 16                  |
| Francia           | 17                  |
| Germania          | 30                  |
| Stati Uniti       | 70                  |
| Svizzera          | 81                  |